# Ockultation

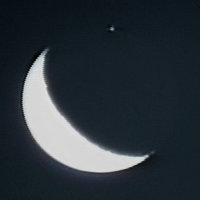
Stjärnan Aldebaran strax efter ockultation bakom månen

Ockultation eller betäckning är det astronomiska fenomen då en himlakropp täcker en annan himlakropp. En solförmörkelse, då månen täcker solen, är exempel på en ockultation.  Vanligen menar man dock med ockultation då månen passerar framför och tillfälligt täcker en stjärna eller en planet, det är sådana ockultationer vi oftast kan se. Månen passerar framför stjärnor i stort sett dagligen, och framför planeter ca 10-20 gånger per år. Varje ockultation syns dock bara från en begränsad del av jordens yta. Många ockultationer inträffar också, sett från en given plats, då det är dagsljus och dessa ockultationer kan vara svåra att se.
Observationer av ockultationer av stjärnor bakom småplaneter ger ofta användbara data för att bestämma dimensionen hos småplaneten och kan avslöja om den har någon satellit.